# Jock (expression)
Pour les articles homonymes, voir Jock.
Jock est un terme argotique anglais désignant un stéréotype de l'athlète au Canada et aux États-Unis, ou de quelqu'un qui s'intéresse principalement au sport et à la culture sportive, et ne s'intéresse pas beaucoup à la culture intellectuelle,. 
Ce stéréotype est notamment présent dans les films ou séries télévisées prenant pour cadre les high schools.
Des mots sont utilisés pour signifier la même chose que jock (en Amérique du Nord) comme meathead, musclebrain et musclehead. Ces termes sont basés sur le stéréotype selon lequel un jock est musclé mais pas très intelligent et ne peut pas mener une conversation sur un sujet autre que celui lié au sport et à l'exercice.
Au Royaume-Uni, le terme «Jock» est utilisé autrement ; il est un terme stéréotypé utilisé par les Anglais et les Gallois pour désigner un Écossais.

## Origines
On pense que l'utilisation du terme «jock» pour désigner un homme athlétique a émergé vers 1963.
Selon Merriam Webster et le dictionnaire étymologique en ligne, le terme est dérivé du mot anglais jockstrap, signifiant suspensoir,.
Les jocks sont souvent confrontés à un autre stéréotype: les nerds. Cette opposition est un thème dans de nombreux films, émissions de télévision et livres américains.

## Stéréotypes
La liste suivante est une liste de stéréotypes sur les jocks dans les œuvres couramment empruntées aux médias :
- Impolis
- Arrogants
- Stupides
- Intimidateurs
- Imbus d'eux-mêmes
- Égocentrisques
- Facilement offensés et colériques
- Apparence belle, musclée et forte
- Pratiquants de sports d'équipe tels que le football américain, le basket-ball, le baseball ou le hockey
- Abus d'alcool et de drogues
- Très populaires auprès des femmes
- Une expérience sexuelle rapide et routinière

## Représentation dans les médias
Le stéréotype jock se trouve souvent dans les livres, les films et les séries télévisées américaines où leurs histoires se déroulent dans un lycée et une université. C'est un des stéréotypes les plus répandus dans les films pour adolescents, tels que Les Tronches ou la série de films American Pie.
Les médias utilisent les caractéristiques de l'image stéréotypée des athlètes pour dépeindre les personnages dans les films. Le personnage n'est généralement pas très intelligent mais a une personnalité sociale avec une identité physique.

## Éducation et athlétisme
La perception générale selon laquelle les athlètes ne sont pas intelligents découle de l'idée que la réussite sportive et académique s'excluent mutuellement. Avant 1990, de nombreux chercheurs étaient critiques à l'égard de l'impact des activités parascolaires et de l'athlétisme en particulier sur l'éducation. Selon le soi-disant « modèle à somme nulle», l'éducation et les activités parascolaires se disputent le temps des étudiants. Cependant, des études ultérieures présentent des preuves solides que les activités sportives ou culturelles parascolaires à l'école augmenteraient la fréquentation scolaire, la confiance en soi, la note (dans certains cas) et la fréquentation de l'université, mais réduiraient les performances aux tests standardisés.